# Списак народних хероја: У
Списак народних хероја чије презиме почиње на слово У, за остале народне хероје погледајте Списак народних хероја:
1. Миле Узелац (1913–1987) Орденом народног хероја одликован 27. новембра 1953. године.[1][2]
2. Срђан Узелац (1913–1944) за народног хероја проглашен 5. јула 1951. године.[3][1][4]
3. Гојко Ујдуровић (1918–1943) за народног хероја проглашен 14. децембра 1949. године.[5][6][7]
4. Мате Ујевић (1920–2002) Орденом народног хероја одликован 20. децембра 1951. године.[8][9][10]
5. Милорад Умјеновић (1920–1943) за народног хероја проглашен 13. марта 1945. године.[11][6][12]
6. Александар Урдаревски (1920–1943) за народног хероја проглашен 20. јула 1951. године.[13][12]
7. Миодраг Урошевић Артем (1922–1942) за народног хероја проглашен 20. децембра 1951. године.[14][15][16]
8. Средоје Урошевић (1917–2007) Орденом народног хероја одликован 27. новембра 1953. године.[17][16]
9. Јанез Учакар (1918–1995) Орденом народног хероја одликован 27. новембра 1953. године.[18][7]